# Lekkoatletyka na Igrzyskach Azjatyckich 2022
Zawody w lekkoatletyce na Igrzyskach Azjatyckich 2022 zostały rozegrane w dniach 29 września-4 października 2023 roku. Areną zmagań był Hangzhou Olympic Sports Centre Stadium.

## Rezultaty

### Mężczyźni
| Konkurencja                   | 1. miejsce | Wynik     | 2. miejsce                                                                                           | Wynik         | 3. miejsce | Wynik     |
| ----------------------------- | --- | --------- | --- | ------------- | --- | --------- |
| Bieg na 100 m                 | Xie Zhenye | 9,97      | Puripol Boonson                                                                                      | 10,02         | Mohamed Azeem Fahmi | 10,11     |
| Bieg na 200 m                 | Koki Ueyama | 20,60     | Abdullah Abkar Mohammed                                                                              | 20,63         | Yang Chun-han | 20,74     |
| Bieg na 400 m                 | Youssef Masrahi | 45,55     | Kentarō Satō                                                                                         | 45,57         | Yusuf Ali Abbas | 45,65     |
| Bieg na 800 m                 | Essa Alis Kzwani | 1:48,05   | Mohammed Afsal                                                                                       | 1:48,43       | Husajn Mohsin al-Farsi                                                                                                   | 1:48,51   |
| Bieg na 1500 m                | Mohamad Al-Garni | 3:38,36   | Ajay Kumar Saroj                                                                                     | 3:38,94       | Jinson Johnson | 3:39,74   |
| Bieg na 5000 m                | Birhanu Balew | 13:17,40  | Avinash Sable                                                                                        | 13:21,09      | Dawit Fikadu | 13:25,63  |
| Bieg na 10 000 m              | Birhanu Balew | 28:13,62  | Kartik Kumar                                                                                         | 28:15,38      | Gulveer Singh | 28:17,21  |
| Bieg na 3000 m z przeszkodami | Avinash Sable | 8:19,50   | Ryōma Aoki                                                                                           | 8:23,75       | Seiya Sunada | 8:26,47   |
| Bieg na 110 m przez płotki    | Yaqoub al-Youha Shun'ya Takayama                                                                                        | 13,41     | nie przyznano                                                                                        | nie przyznano | Xu Zhuoyi | 13,50     |
| Bieg na 400 m przez płotki    | Abderrahaman Samba | 48,04     | Bassem Hemeida                                                                                       | 48,52         | Xie Zhiyu | 49,16     |
| Sztafeta 4 × 100 m            | Chiny Chen Guanfeng · Xie Zhenye · Yan Haibin · Chen Jiapeng                                                            | 38,29     | Japonia Yoshihide Kiryū · Yuki Koike · Koki Ueyama · Shoto Uno                                       | 38,44         | Korea Południowa Lee Jeong-tae · Kim Gook-young · Lee Jae-seong · Ko Seung-hwan · Park Won-jin                           | 38,74 =   |
| Sztafeta 4 × 400 m            | Indie Muhammed Anas · Amoj Jacob · Muhammad Ajmal Variyathodi · Rajesh Ramesh · Nihal Joel William · Mijo Chacko Kurian | 3:01,58   | Katar Abderrahaman Samba · Ashraf Osman · Ismail Abakar · Bassem Hemeida · Ammar Ibrahim · Amar Ebed | 3:02,05       | Sri Lanka Aruna Darshana · K. Keshan Galabada · Rajitha Rajakaruna · Kalinga Kumarage · Dinuka Deshan · Pasindu Kodikara | 3:02,55   |
| Maraton                       | He Jie | 2:13:02   | Han Il-ryong                                                                                         | 2:13:27       | Yang Shaohui | 2:13:39   |
| Chód na 20 km                 | Zhang Jun | 1:23:00   | Wang Zhaozhao                                                                                        | 1:24:08       | Yutaro Murayama | 1:24:41   |
| Skok wzwyż                    | Mutazz Isa Barszim | 2,35 =    | Woo Sang-hyeok                                                                                       | 2,33          | Tomohiro Shinno | 2,29      |
| Skok o tyczce                 | Ernest John Obiena | 5,90      | Huang Bokai                                                                                          | 5,65          | Husajn Asim Al Hizam | 5,65      |
| Skok w dal                    | Wang Jianan | 8,22      | Murali Sreeshankar                                                                                   | 8,19          | Shi Yuhao | 8,10      |
| Trójskok                      | Zhu Yaming | 17,13     | Fang Yaoqing                                                                                         | 16,93         | Praveen Chithravel | 16,68     |
| Pchnięcie kulą                | Tajinderpal Singh Toor                                                                                                  | 20,36     | Muhammad Tolo                                                                                        | 20,18         | Liu Yang | 19,97     |
| Rzut dyskiem                  | Hossein Rasouli | 62,04     | Ehsan Hadadi                                                                                         | 61,82         | Abuduaini Tuergong | 61,19     |
| Rzut młotem                   | Wang Qi | 72,97     | Aszraf Amdżad as-Sajfi                                                                               | 72,42         | Suchrob Chodżajew | 70,79     |
| Rzut oszczepem                | Neeraj Chopra | 88,88     | Kishore Jena                                                                                         | 87,54         | Genki Dean | 82,68     |
| Dziesięciobój                 | Sun Qihao | 7816 pkt. | Tejaswin Shankar                                                                                     | 7666 pkt.     | Yuma Maruyama | 7568 pkt. |

### Kobiety
| Konkurencja                   | 1. miejsce                                                                       | Wynik     | 2. miejsce                                                                       | Wynik     | 3. miejsce                                                                                                | Wynik     |
| ----------------------------- | -------------------------------------------------------------------------------- | --------- | -------------------------------------------------------------------------------- | --------- | --- | --------- |
| Bieg na 100 m                 | Ge Manqi                                                                         | 11,23     | Shanti Veronica Pereira                                                          | 11,27     | Hajar al-Chaldi                                                                                           | 11,35     |
| Bieg na 200 m                 | Shanti Veronica Pereira                                                          | 23,03     | Li Yuting                                                                        | 23,28     | Ofonime Odiong                                                                                            | 23,48     |
| Bieg na 400 m                 | Kemi Adekoya                                                                     | 50,66     | Salwa Eid Naser                                                                  | 50,92     | Shereen Samson Vallabouy                                                                                  | 52,58     |
| Bieg na 800 m                 | Tharushi Karunarathna                                                            | 2:03,20   | Harmilan Bains                                                                   | 2:03,75   | Wang Chunyu                                                                                               | 2:03,90   |
| Bieg na 1500 m                | Winfred Yavi                                                                     | 4:11,65   | Harmilan Bains                                                                   | 4:12,74   | Marta Yota                                                                                                | 4:15,97   |
| Bieg na 5000 m                | Parul Chaudhary                                                                  | 15:14,75  | Ririka Hironaka                                                                  | 15:15,34  | Caroline Chepkoech                                                                                        | 15:23,12  |
| Bieg na 10 000 m              | Violah Jepchumba                                                                 | 31:43,73  | Ririka Hironaka                                                                  | 31:50,74  | Caroline Chepkoech                                                                                        | 33:15,83  |
| Bieg na 3000 m z przeszkodami | Winfred Yavi                                                                     | 9:18,28   | Parul Chaudhary                                                                  | 9:27,63   | Priti Lamba                                                                                               | 9:43,32   |
| Bieg na 100 m przez płotki    | Lin Yuwei                                                                        | 12,74     | Jyothi Yarraji                                                                   | 12,91     | Yumi Tanaka                                                                                               | 13,04     |
| Bieg na 400 m przez płotki    | Kemi Adekoya                                                                     | 54,45     | Mo Jiadie                                                                        | 55,01     | Vithya Ramraj                                                                                             | 55,68     |
| Sztafeta 4 × 100 m            | Chiny Liang Xiaojing · Wei Yongli · Yuan Qiqi · Ge Manqi                         | 43,39     | Tajlandia Supawan Thipat · Supanich Poolkerd · On-Uma Chattha · Sukanda Petraksa | 44,32     | Malezja Azreen Nabila Alias · Zaidatul Husniah Zulkifli · Nur Afrina Batrisyia · Shereen Samson Vallabouy | 45,01     |
| Sztafeta 4 × 400 m            | Bahrajn Muna Mubarak · Kemi Adekoya · Zenab Moussa Ali Mahamat · Salwa Eid Naser | 3:27,65   | Indie Vithya Ramraj · Aishwarya Mishra · Prachi Chaudhary · Subha Venkatesan     | 3:27,85   | Sri Lanka Nadeesha Ramanayake · Uththara Mudugamuwa Hewage · Mendis Balapuwaduge · Tharushi Karunarathna  | 3:30,88   |
| Maraton                       | Eunice Chumba                                                                    | 2:26:14   | Zhang Deshun                                                                     | 2:27:55   | Sardana Trofimowa                                                                                         | 2:28:41   |
| Chód na 20 km                 | Yang Jiayu                                                                       | 1:30:03   | Ma Zhenxia                                                                       | 1:30:04   | Nanako Fujii                                                                                              | 1:33:49   |
| Skok wzwyż                    | Safina Sadullayeva                                                               | 1,86      | Svetlana Radzivil                                                                | 1,86      | Nadieżda Dubowicka                                                                                        | 1,86      |
| Skok o tyczce                 | Li Ling                                                                          | 4,63      | Misaki Morota                                                                    | 4,48      | Niu Chunge                                                                                                | 4,30      |
| Skok w dal                    | Xiong Shiqi                                                                      | 6,73      | Ancy Sojan                                                                       | 6,63      | Yue Nga Yan                                                                                               | 6,50      |
| Trójskok                      | Sharifa Davronova                                                                | 14,09     | Zeng Rui                                                                         | 13,92     | Mariko Morimoto                                                                                           | 13,78     |
| Pchnięcie kulą                | Gong Lijiao                                                                      | 19,58     | Song Jiayuan                                                                     | 18,92     | Kiran Baliyan                                                                                             | 17,36     |
| Rzut dyskiem                  | Feng Bin                                                                         | 67,93     | Jiang Zhichao                                                                    | 61,04     | Seema Antil                                                                                               | 58,62     |
| Rzut młotem                   | Wang Zheng                                                                       | 71,53     | Zhao Jie                                                                         | 69,44     | Kim Tae-hui                                                                                               | 64,14     |
| Rzut oszczepem                | Annu Rani                                                                        | 62,92     | Dilhani Lekamge                                                                  | 61,57     | Lü Huihui                                                                                                 | 61,29     |
| Siedmiobój                    | Zheng Ninali                                                                     | 6149 pkt. | Yekaterina Voronina                                                              | 6056 pkt. | Nandini Agasara                                                                                           | 5712 pkt. |

### Zawody mieszane
| Konkurencja                 | 1. miejsce                                                           | Wynik   | 2. miejsce                                                                          | Wynik   | 3. miejsce                                                                          | Wynik   |
| --------------------------- | -------------------------------------------------------------------- | ------- | ----------------------------------------------------------------------------------- | ------- | ----------------------------------------------------------------------------------- | ------- |
| Sztafeta mieszana 4 × 400 m | Bahrajn Musa Isah · Kemi Adekoya · Yusuf Ali Abbas · Salwa Eid Naser | 3:14,02 | Indie Muhammad Ajmal Variyathodi · Vithya Ramraj · Rajesh Ramesh · Subha Venkatesan | 3:14,34 | Kazachstan Jefim Tarassow · Adjelina Zems · Dmitrij Kobłow · Alieksandra Załubowska | 3:24,85 |
| Chód drużynowy 35 km        | Chiny Qieyang Shijie · Wang Qin · Bai Xueying · He Xianghong         | 5:16:41 | Japonia Masumi Fuchise · Subaru Ishida · Maika Yagi                                 | 5:22:11 | Indie Manju Rani · Ram Baboo                                                        | 5:51:14 |

## Klasyfikacja medalowa
Kolorem niebieskim oznaczono kraj organizujący igrzyska.
| Miejsce | Państwo          | Złoto | Srebro | Brąz | Razem |
| ------- | ---------------- | ----- | ------ | ---- | ----- |
| 1.      | Chiny            | 19    | 11     | 9    | 39    |
| 2.      | Bahrajn          | 10    | 1      | 5    | 16    |
| 3.      | Indie            | 6     | 14     | 9    | 29    |
| 4.      | Katar            | 3     | 3      | 0    | 6     |
| 5.      | Japonia          | 2     | 7      | 8    | 17    |
| 6.      | Arabia Saudyjska | 2     | 2      | 1    | 5     |
| 6.      | Uzbekistan       | 2     | 2      | 1    | 5     |
| 8.      | Sri Lanka        | 1     | 1      | 2    | 4     |
| 9.      | Iran             | 1     | 1      | 0    | 2     |
| 9.      | Singapur         | 1     | 1      | 0    | 2     |
| 11.     | Filipiny         | 1     | 0      | 0    | 1     |
| 11.     | Kuwejt           | 1     | 0      | 0    | 1     |
| 13.     | Tajlandia        | 0     | 2      | 0    | 2     |
| 14.     | Korea Południowa | 0     | 1      | 2    | 3     |
| 15.     | Korea Północna   | 0     | 1      | 0    | 1     |
| 16.     | Kazachstan       | 0     | 0      | 4    | 4     |
| 17.     | Malezja          | 0     | 0      | 3    | 3     |
| 18.     | Chińskie Tajpej  | 0     | 0      | 1    | 1     |
| 18.     | Hongkong         | 0     | 0      | 1    | 1     |
| 18.     | Kirgistan        | 0     | 0      | 1    | 1     |
| 18.     | Oman             | 0     | 0      | 1    | 1     |
| Razem   | Razem            | 48    | 48     | 48   | 144   |